# De Wilde Keuken
De Wilde Keuken was een Nederlands consumententelevisieprogramma van de NTR. Presentator was Wouter Klootwijk. Hoofdthema was voeding en de productie ervan. In het programma reisde Klootwijk de wereld over om verhalen achter voedsel te komen. Het programma was min of meer een opvolger van Klootwijk aan Zee maar behandelde alle soorten voedsel in plaats van alleen vis. 

## Fiets
In iedere aflevering ging Wouter Klootwijk op zijn fiets op onderzoek uit, of dit nu in Brazilië is om het vlees uit bouillonblokjes te bekijken, of langs de Schotse Atlantische kust om zeewier te zien groeien, deze fiets was een terugkerend item in de uitzending.

## Schaftkeet
Vanaf de serie van 2013 heeft Klootwijk een schaftkeet mee. Deze dient als mobiele studio waar hij met zijn gasten op locatie kan praten. Zo staat de schaftkeet onder andere op een akker van een spruitjesteler en wordt hij vanaf een boot op een zandplaat in de Waddenzee gezet. In de aflevering Varken raakt de schaftkeet te water en komt op zijn kant te liggen.

## Afleveringen

### Eerste seizoen
| No. | Datum van uitzending | Titel     |
| --- | -------------------- | --------- |
| 1   | 6 januari 2010       | Appel     |
| 2   | 13 januari 2010      | Soepkip   |
| 3   | 20 januari 2010      | Scherp    |
| 4   | 27 januari 2010      | Bok       |
| 5   | 3 februari 2010      | Koekenpan |
| 6   | 10 februari 2010     | Plaag     |
| 7   | 17 februari 2010     | Aardappel |
| 8   | 24 februari 2010     | Darm      |

### Tweede seizoen
| No. | Datum van uitzending | Titel               |
| --- | -------------------- | ------------------- |
| 1   | 6 januari 2011       | Rund                |
| 2   | 13 januari 2011      | Schelpdieren        |
| 3   | 20 januari 2011      | Boon                |
| 4   | 27 januari 2011      | De vuilnisbakkenkip |
| 5   | 3 februari 2011      | Pasta en mie        |
| 6   | 10 februari 2011     | Blik                |
| 7   | 17 februari 2011     | Spijsolie           |
| 8   | 3 maart 2011         | Leven en dood       |

### Derde seizoen
Het derde seizoen bestond uit korte afleveringen van een paar minuten waarin Wouter Klootwijk als in een column iets vertelde.
| No. | Datum van uitzending | Titel                   |
| --- | -------------------- | ----------------------- |
| 1   | 18 maart 2011        | Streekproduct           |
| 2   | 25 maart 2011        | Deksel                  |
| 3   | 1 april 2011         | Kampeerlepel            |
| 4   | 8 april 2011         | Keukenmachine           |
| 5   | 15 april 2011        | Tomaatsnijder           |
| 6   | 22 april 2011        | Gehaktbal               |
| 7   | 29 april 2011        | Banaan                  |
| 8   | 6 mei 2011           | Gedroogd                |
| 9   | 13 mei 2011          | Lichtgewicht            |
| 10  | 20 mei 2011          | Wijn                    |
| 11  | 27 mei 2011          | Zoutrasp                |
| 12  | 3 juni 2011          | Pannenlap               |
| 13  | 10 juni 2011         | Kruidenzout             |
| 14  | 17 juni 2011         | Korrels zout            |
| 15  | 24 juni 2011         | De opvouwbare keuken    |
| 16  | 1 juli 2011          | Maggi                   |
| 17  | 8 juli 2011          | Stokjes                 |
| 18  | 15 juli 2011         | Rijst                   |
| 19  | 29 juli 2011         | Kampeerblender          |
| 20  | 5 augustus 2011      | Yoghurt                 |
| 21  | 12 augustus 2011     | Vegetarische worst      |
| 22  | 19 augustus 2011     | Pannenkoek              |
| 23  | 26 augustus 2011     | Karaf                   |
| 24  | 2 september 2011     | Vegetarische vleeswaren |
| 25  | 9 september 2011     | Dru pan                 |
| 26  | 16 september 2011    | Kiezelstenen            |
| 27  | 23 september 2011    | Bloemkool               |
| 28  | 30 september 2011    | Himalayazout            |
| 29  | 7 oktober 2011       | Pannenkoek Jan          |
| 30  | 14 oktober 2011      | Slak                    |
| 31  | 21 oktober 2011      | Bieslook                |
| 32  | 28 oktober 2011      | Visje                   |
| 33  | 4 november 2011      | Houdbaar zout           |
| 34  | 11 november 2011     | Bouillonblok            |
| 35  | 18 november 2011     | Kinderkoken             |
| 36  | 25 november 2011     | De Zaanse Hoeve         |
| 37  | 2 december 2011      | Zoutlamp                |
| 38  | 9 december 2011      | Bonenpasta              |
| 39  | 16 december 2011     | Vacuüm                  |

### Vierde seizoen
| No. | Datum van uitzending | Titel    |
| --- | -------------------- | -------- |
| 1   | 11 januari 2012      | Zeewier  |
| 2   | 25 januari 2012      | Glas     |
| 3   | 1 februari 2012      | Texelaar |
| 4   | 8 februari 2012      | Makreel  |
| 5   | 15 februari 2012     | Bouillon |
| 6   | 22 februari 2012     | Bouillon |
| 7   | 29 februari 2012     | Inductie |
| 8   | 7 maart 2012         | Tomaat   |

### Vijfde seizoen
| No. | Datum van uitzending | Titel             |
| --- | -------------------- | ----------------- |
| 1   | 31 oktober 2012      | Droog             |
| 2   | 7 november 2012      | Citroen           |
| 3   | 21 november 2012     | Fruit de mer      |
| 4   | 28 november 2012     | Plaag             |
| 5   | 5 december 2012      | Italiaans ijs     |
| 6   | 12 december 2012     | IJs               |
| 7   | 19 december 2012     | Snijplank         |
| 8   | 26 december 2012     | Culinaire trends* |

- De aflevering Culinaire trends duurt 55 minuten.

### Zesde seizoen
| No. | Datum van uitzending | Titel     |
| --- | -------------------- | --------- |
| 1   | 4 januari 2013       | Vis       |
| 2   | 11 januari 2013      | Paard     |
| 3   | 18 januari 2013      | Water     |
| 4   | 25 januari 2013      | Voer      |
| 5   | 1 februari 2013      | Kool      |
| 6   | 8 februari 2013      | Uitvinden |
| 7   | 15 februari 2013     | Bier      |
| 8   | 22 februari 2013     | Kokkel    |

### Zevende seizoen
| No. | Datum van uitzending | Titel           |
| --- | -------------------- | --------------- |
| 1   | 6 september 2013     | Machine         |
| 2   | 13 september 2013    | Duif            |
| 3   | 20 september 2013    | Stokvis         |
| 4   | 27 september 2013    | Bakkeljauw      |
| 5   | 11 oktober 2013      | Meeuw & spreeuw |
| 6   | 18 oktober 2013      | Worst           |
| 7   | 25 oktober 2013      | Snelkookpan     |
| 8   | 1 november 2013      | Paard           |

### Achtste seizoen
| No. | Datum van uitzending | Titel        |
| --- | -------------------- | ------------ |
| 1   | 2 mei 2014           | Krab         |
| 2   | 9 mei 2014           | Saus         |
| 3   | 16 mei 2014          | Friet        |
| 4   | 23 mei 2014          | Gras         |
| 5   | 30 mei 2014          | Uitjes       |
| 6   | 6 juni 2014          | Ui           |
| 7   | 13 juni 2014         | Hamburger    |
| 8   | 20 juni 2014         | Kant & Klaar |
| 9   | 27 juni 2014         | Oester       |
| 10  | 4 juli 2014          | Ham          |
| 11  | 11 juli 2014         | Haan         |

### Negende seizoen
| No. | Datum van uitzending | Titel      |
| --- | -------------------- | ---------- |
| 1   | 19 december 2014     | Lifestyle* |
| 2   | 6 februari 2015      | Platvis    |
| 3   | 13 februari 2015     | Kreeft     |
| 4   | 20 februari 2015     | IJzer      |
| 5   | 27 februari 2015     | Inktvis    |
| 6   | 6 maart 2015         | Kruiden    |
| 7   | 13 maart 2015        | Melk       |
| 8   | 20 maart 2015        | Garnaal*   |
| 9   | 27 maart 2015        | Varken*    |

- De afleveringen Lifestyle, Garnaal en Varken duren 40 minuten.